# Niederzier
Niederzier (Dürener Platt Neddeziê) ist eine Gemeinde in Nordrhein-Westfalen, Deutschland, und gehört zum Kreis Düren. Die Gemeinde ist überregional für den nach dem Ortsteil Hambach benannten Tagebau Hambach bekannt.

## Geografie

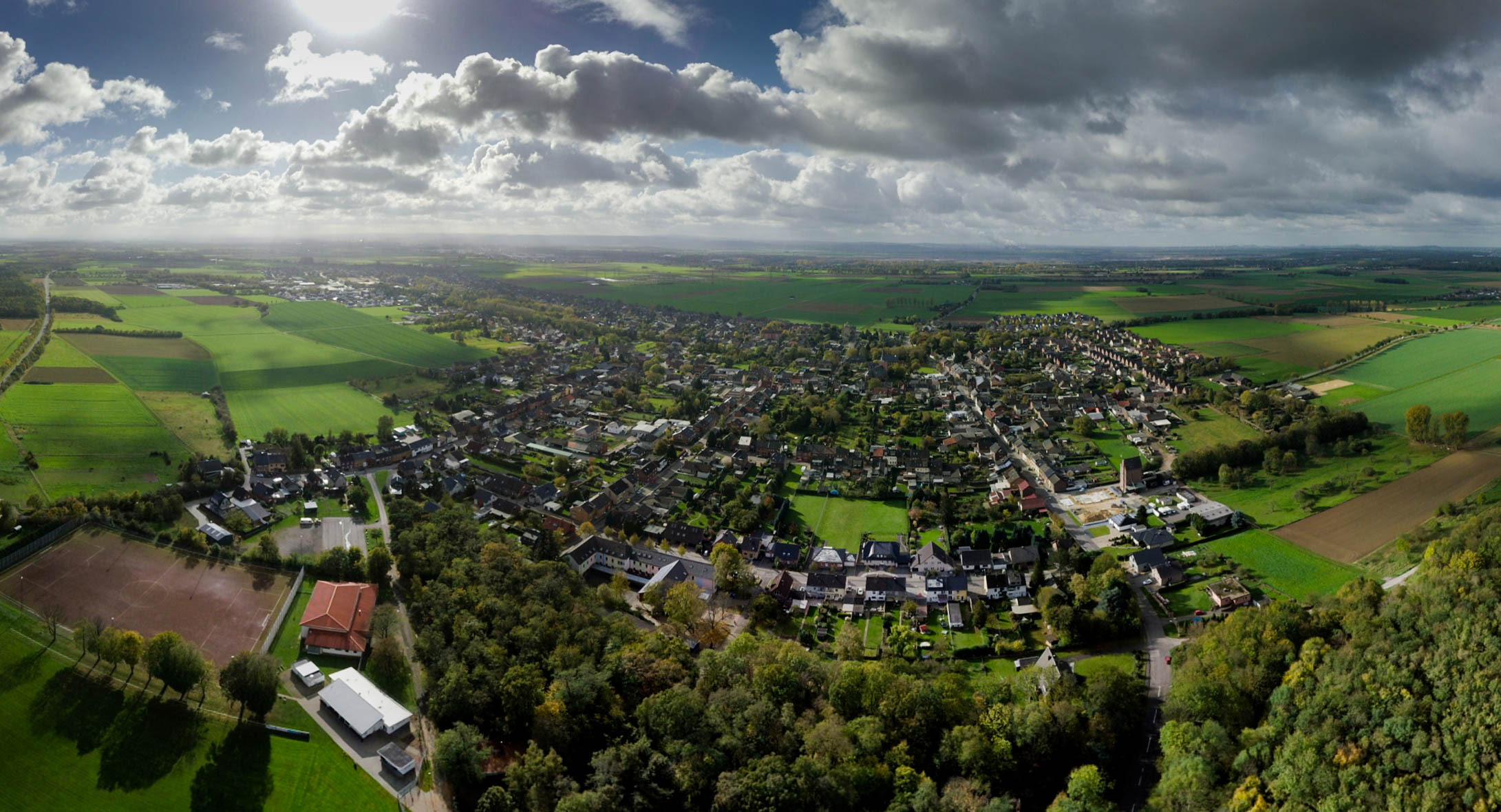
Luftaufnahme von 2017

Niederzier liegt in der Jülicher Börde, die durch weite, ebene Ackerflächen geprägt ist. Im Südwesten wird Niederzier durch das Rurtal begrenzt, im Norden und Osten bilden die Sophienhöhe und der Tagebau Hambach eine künstliche Begrenzung der Gemeinde. Im Südosten verläuft die Gemeindegrenze entlang der BAB 4.
Angrenzende Städte und Gemeinden sind im Nordwesten die Stadt Jülich, im Norden die Gemeinde Titz, im Nordosten die Stadt Elsdorf (Rhein-Erft-Kreis), im Südosten die Gemeinde Merzenich, im Süden die Stadt Düren und im Westen die Gemeinde Inden.

### Gemeindegliederung
Die Gemeinde Niederzier besteht aus den Ortschaften Niederzier, Oberzier, Ellen, Hambach, Krauthausen, Selhausen und Huchem-Stammeln mit folgenden Ortsgrößen (Stand 31. Dezember 2022):
| Ortsteil        | Bevölkerung |
| --------------- | ----------- |
| Ellen           | 2011        |
| Hambach         | 1283        |
| Huchem-Stammeln | 3466        |
| Krauthausen     | 703         |
| Niederzier      | 3791        |
| Oberzier        | 3214        |
| Selhausen       | 403         |

## Geschichte
Niederzier und Oberzier können bereits im 12. Jahrhundert nachgewiesen werden. Die späteren Teile der Gemeinde gehörten bis zum Einmarsch der Franzosen 1794 zum Herzogtum Jülich, von 1794 bis 1814 standen die Teile der Gemeinde unter französischer Verwaltung. In der Bevölkerungsliste des Jahres 1799 werden für die Ortschaft Niederzier 543 Einwohner in 133 Häusern ausgewiesen, für die Gesamtheit der Ortschaften des heutigen Gebietsstands der Gemeinde 2915 in 656 Häusern. Durch die Grenzziehung des Wiener Kongresses wurden die Ortschaften unter preußische Verwaltung gestellt. Am 1. Juli 1969 wurde Oberzier eingemeindet. Ihre heutige Struktur besitzt die Gemeinde seit dem 1. Januar 1972, da zu diesem Zeitpunkt ein Gesetz zur Neuordnung des Raumes Aachen, das Aachen-Gesetz, in Kraft trat. Die ehemaligen Gemeinden Ellen, Hambach, Huchem-Stammeln, Selhausen und Steinstraß sowie der Ortsteil Krauthausen der Stadt Jülich wurden eingegliedert. Steinstraß gehörte als Lich-Steinstraß an der nördlichen Gemeindegrenze zum Gemeindegebiet. Dieser Ort besteht heute nicht mehr. Er fiel dem Braunkohletagebau Hambach zum Opfer. Seine Bevölkerung wurde in den 1980er Jahren als Lich-Steinstraß nach Jülich umgesiedelt.

## Politik

### Gemeinderat
Der Gemeinderat ist die kommunale Volksvertretung der Gemeinde Niederzier. Über die Zusammensetzung entscheiden die Bürger in der Regel alle fünf Jahre. Die letzte Wahl fand am 13. September 2020 statt.

### Bürgermeister
Zum Bürgermeister gewählt wurde 2020 Frank Rombey (parteilos) mit 64,72 % der Stimmen. Sein Vorgänger Hermann Heuser (SPD) wurde zuerst am 20. Januar 2008 als gemeinsamer Kandidat von CDU und SPD mit 95,3 % der abgegebenen Stimmen bei einer Wahlbeteiligung von 44,7 % gewählt. Die Bürgermeisterwahl wurde durch den Tod des bei der Kommunalwahl 2004 gewählten Bürgermeisters Hartmut Nimmerrichter (SPD, † 15. September 2007) erforderlich. Bei der folgenden Bürgermeisterwahl am 10. November 2013 wurde Hermann Heuser mit 81,15 % der abgegebenen gültigen Stimmen bei einer Wahlbeteiligung von 53,04 % im Amt bestätigt, sodass sich eine zweite Amtszeit anschloss. Diese dauerte bis zur verbundenen Kommunalwahl im Jahre 2020.
Seit 2008 gehört Niederzier zu den wenigen Gemeinden bzw. Städten in Deutschland, die keine eigenen Schulden haben.

### Wappen
Blasonierung: „Von Gold und Schwarz geteilt, oben ein schwarzer, rotbewehrter und -bezungter, schreitender Löwe, unten vier goldene Pfähle.“
Alle Orte gehörten ehemals zum Herzogtum Jülich und liegen in unmittelbarer Nachbarschaft der Stadt Jülich. Daher bot sich die Verwendung des Jülicher Löwen als historisches Symbol an. Die neun Felder der unteren Schildhälfte stehen für die neun zusammengeschlossenen Ortschaften; die Farben sind die des Herzogtums Jülich. Die pfahlweise Teilung kann auch aufgefasst werden als Erinnerung an die lange in der Burg Niederzier ansässige und in der jülichschen Landesverwaltung bedeutende Familie von Hochsteden, die im Wappen drei grüne Pfähle in Silber unter roten Schildhaupt führte.
Das Wappen wurde vom Heraldiker Dr. Ulf-Dietrich Korn aus Münster gestaltet.

### Gemeindepartnerschaften
Niederzier unterhält partnerschaftliche Beziehungen mit der französischen Stadt Vieux-Condé (seit 1988) und mit der thüringischen Stadt Bleicherode (seit 1989).

## Bauwerke
Das bekannteste Bauwerk der Gemeinde ist die Wasserburg Niederzier, momentan dient sie als Verwaltungssitz der Gemeindeverwaltung. Siehe Burg Niederzier.
Im Dorf Hambach, nach dem der nahegelegene Tagebau benannt ist, findet sich das alte herzogliche Jagdschloss Schloss Hambach, das in Teilen erhalten ist und Reste mittelalterlicher und renaissancezeitlicher Architektur bietet.

## Freizeit- und Sportanlagen
Zu den regionalen Naherholungsgebieten gehört der Ellbachpark in der Ortschaft Niederzier, sowie die Sophienhöhe am Nordrand der Gemeindegrenze. Ebenfalls gibt es einen Skatepark neben dem Jugendzentrum. Auch existiert eine Motocrossstrecke.

## Verkehr

### Autobahnanschlüsse
A 4
- (Abfahrt Langerwehe / Niederzier)
- (Abfahrt Düren / Jülich)
- (Abfahrt Merzenich / Niederzier)

A 44
- (Abfahrt Jülich Ost)
- (Abfahrt Jülich West)

### Bundesstraßen
Durch den südlichen Teil der Gemeinde Niederzier und durch den Ortsteil Selhausen führt die B 56, nordwestwärts Richtung Jülich, südostwärts Richtung Düren.

### Personennahverkehr

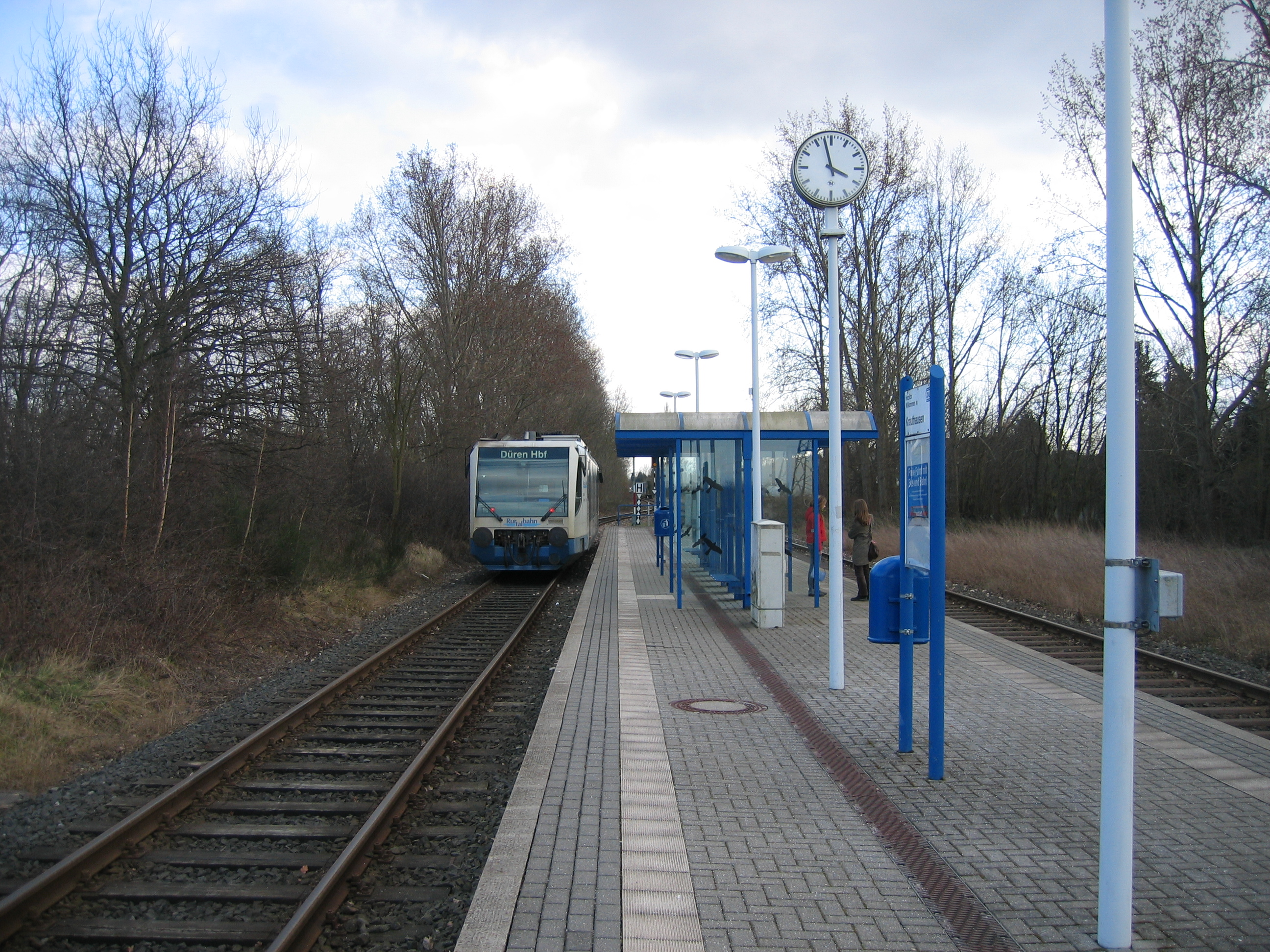
Rurtalbahnhof in Krauthausen

Die Gemeinde Niederzier wird von der Bahnstrecke Jülich–Düren in Nord-Süd-Richtung durchquert. Die Ortsteile Huchem-Stammeln, Selhausen und Krauthausen liegen jeweils mit einem Bahnhof oder Haltepunkt direkt an dieser Strecke. Der Ort Niederzier selbst wird von den AVV-Buslinien SB 35, SB 38, 234, 235, 236 und 238 der Rurtalbus bedient. Zusätzlich verkehrt am Wochenende ein Nachtbus.
| Linie      | Verlauf |
| ---------- | --- |
| 234        | (Ellen – Oberzier – Niederzier – Hambach) / (Huchem-Stammeln – Selhausen) – Krauthausen (– Schophoven) – Merken – Inden/Altdorf (– Lucherberg)                        |
| 235        | (Verstärkerfahrten) Girbelsrath – Merzenich – Ellen – Oberzier – Niederzier – Hambach – Stetternich – Jülich Neues Rathaus – Walramplatz                              |
| 236        | Düren Kaiserplatz – StadtCenter – Bahnhof/ZOB – Birkesdorf – Huchem-Stammeln – Oberzier – Niederzier – Ellen – Arnoldsweiler – Merzenich Poolplatz – Merzenich Schule |
| 238        | Düren Bf/ZOB – StadtCenter – Arnoldsweiler – Ellen – Oberzier – Niederzier (– Berg) – Hambach – Stetternich – Jülich Bf/ZOB – Jülich Neues Rathaus – Walramplatz      |
| SB35       | Schnellbus: Merzenich Bf – Ellen – Oberzier – Niederzier – Hambach – Forschungszentrum Jülich                                                                         |
| SB38       | Schnellbus: Düren Kaiserplatz – StadtCenter – Bahnhof/ZOB – Arnoldsweiler – Oberzier – Niederzier – Berg – Krauthausen                                                |
| RufBus 234 | Rufbus: Niederzier – Hambach – Krauthausen (Mo–Fr vormittags und abends)                                                                                              |
| N1         | Nachtbus: nur in den Nächten Fr/Sa und Sa/So Düren Bf/ZOB → Kaiserplatz → Birkesdorf → Huchem-Stammeln → Jülich → Niederzier → Arnoldsweiler                          |

Bis zum 31. Dezember 2019 wurden die Buslinien 234 und 235 von der Dürener Kreisbahn, die Buslinien 236 und 238 vom BVR Busverkehr Rheinland bedient.

## Kultur und Sehenswürdigkeiten

### Tagebau
Der Tagebau Hambach ist der tiefste Braunkohletagebau Europas und kann von verschiedenen Aussichtspunkten aus eingesehen werden. Bei Ausgrabungen auf dem Gebiet des Tagebaus wurde 1978 der Goldschatz von Niederzier aus der Keltenzeit entdeckt, welcher heute im Rheinischen Landesmuseum in Bonn ausgestellt ist.

### Museum
In Oberzier wird im Haus Horn ein Heimatmuseum betrieben.

### Musikschule
Seit 1989 betreibt die Gemeinde eine eigene Musikschule. In den Ortsteilen Oberzier und Huchem-Stammeln wird (Stand Oktober 2010) Unterricht in 17 Instrumenten und Gesang sowie musikalische Früherziehung angeboten.
Neben der Ausbildungsarbeit beherbergt die Musikschule mehrere Ensembles, so das Ausbildungsorchester „Hit Kids“, diverse Chöre aller Altersklassen sowie die Bigband „taf“, um diverse Anlässe in der Umgebung mitzugestalten. Jährlich im Dezember reist die Bigband zusätzlich in die Partnerstadt „Vieux-Condé“, um dort den großen Weihnachtsmarkt mehrtägig musikalisch zu begleiten.
Seit Jahren ziehen die beiden großen Konzerte der Musikschule, das traditionelle „Neujahrskonzert“ in der Aula der Gesamtschule Niederzier/Merzenich sowie das „Sommerkonzert“ auf dem Rathausinnenhof viele Besucher aus der Umgebung an. Unter anderem wirkten bei diesen Veranstaltung schon regionale und nationale Größen wie etwa John Cashmore, bekannter Opern- und Musicalsänger, mit.

## Wirtschaft
- Die Umspannanlage Oberzier des Übertragungsnetzbetreibers Amprion.
- Gebrüder Buntenbroich, Tonröhrenwerk, Niederzier (erloschen)[13] Zudem wurden Dachziegel (Falzziegel: Bouletziegel, entwickelt 1880) mit der Aufschrift Buntenbroich Niederzier hergestellt. Das Unternehmen bestand schon 1893.

## Persönlichkeiten
- Arnold Steffens (1851–1923), Priester, Domkapitular in Köln, Leiter des Diözesanmuseums
- Heinrich Heinen, geb. Schaaf (1921–2008), Herausgeber der Kölnischen Rundschau
- Viktor Schroeder (1922–2011), Industrieller, Mäzen und Ehrenbürger
- Karl W. Lauterbach (* 1963), Mediziner und Politiker (SPD) und seit 2021 Bundesgesundheitsminister
- Roland Voggenauer (* 1964), in Krauthausen geborener Schriftsteller
- Andrea Tillmanns (* 1972), Autorin
- Heike Albrecht-Schröder (* 1991), Gehörlosentennisspielerin aus Selhausen